# Sultanaat Nadjd
Het sultanaat Nadjd (en Onderhorigheden) (Arabisch: سلطنة نجد), was de Vierde Saoedische Staat, die bestond van 1921 tot 1926. 

Het sultanaat Nadjd was een voortzetting van het emiraat Nadjd en Hasa van de Saoed-dynastie (de Derde Saoedische Staat), opgericht nadat de Saoedi's het emiraat Hail van de Rasjid-dynastie hadden veroverd. 

In december 1925 werd ook het koninkrijk Hidjaz veroverd en vervolgens werd het koninkrijk Nadjd en Hidjaz (de Vijfde Saoedische Staat) opgericht. In 1932 zou hieruit Saoedi-Arabië voortkomen.